# バットガール
バットガール（英: Batgirl）は、DCコミックスの出版するアメリカン・コミックスのタイトル、及び架空のスーパーヒロインの名称。ビル・フィンガーとシェルドン・モードッフによって創造され、1961年に登場した。

## 概要
ベティ・ケインはビル・フィンガーとシェルドン・モードッフによって創造され、"Batman #139"（1961年）で初登場した。その後、ベティ・ケインはバーバラ・ゴードンに置き換えられ、バーバラは象徴的なバットガールになった。
バーバラ・ゴードンはジュリアス・シュワルツによって創造され、ガードナー・フォックスとカーマイン・インファティーノによる"Detective Comics #359"「The Million Dollar Debut of Batgirl!」（1967年）で初登場した。バーバラはゴッサムシティ警察署の長官であるジェームズ・ゴードンの娘だった。
2000年4月から『Batgirl #1』としてシリーズ化されている（この時点でのバットガールはカサンドラ・カイン）。2011年にクロスオーバーイベント『フラッシュポイント』を経て世界観が一新され、The New 52ではバーバラ・ゴードンがバットガールに復帰した。
バットガールはバットマン・ファミリーの一員としてバットマン、ロビン、ディック・グレイソン、ジェイソン・トッド、ティム・ドレイク、ダミアン・ウェイン及びDCユニバースの他のスーパーヒーローと協力し活躍している。

## キャラクター
正式なバットガールは主に4人となっている。

### ベティ・ケイン
ベティ・ケイン（Bette Kane）は、最初のバットウーマン（Batwoman）の姪でロビンのような相棒であるバットガール「Bat-Girl」として描かれた。 1964年に編集者のジュリアス・シュワルツは、バットガールとバットマンファミリーの他のキャラクターは売上高の減少を考慮して除去されるべきだと主張し、英雄的な自警の概念のバットマンの神話を回復した。

### バーバラ・ゴードン
バーバラ・ゴードン（Barbara Gordon）はバットマンのテレビシリーズの影響から、DCコミックスがバットマン・ファミリーに女性を加えることを決定し、ジュリアス・シュワルツによってキャラクターの性格と動機を修正して創造された。バーバラは1967年から1988年に引退するまでバットガールの活動を続けた。その後バーバラの役割を情報戦に変更し、バットマン・ファミリーのためにコンピューターを駆使するオラクル（Oracle）として活躍する。2011年のThe New 52と2016年のDC Rebirthでリランチが行われ、バットガールに復帰した。

### カサンドラ・カイン
カサンドラ・カイン（Cassandra Cain）はバットマンとオラクルの指導の下、バットガールとなった。暗殺者デヴィッド・カインとレディ・シヴァの娘。父親は彼女を世界で最も危険な暗殺者にするために、幼児期から口頭および文書によるコミュニケーションスキルの代わりに人間のボディランゲージを読み取る技術を習得させた。しかし、カサンドラは最初の殺人を犯した後に二度と人を殺す才能を使わないと誓う。2000年にカサンドラはバットガールとして初めて月刊コミック・ブック・シリーズの題名を飾ると同時に、アメリカン・コミックスにおけるアジア系のキャラクターの中で最も主要な人物の一人となった。2006年にシリーズは終了し、カサンドラはバットガールの役割を退いた。数年後、カサンドラはブラックバットとしてバットマン・ファミリーに戻っている。

### ステファニー・ブラウン
ステファニー・ブラウン（Stephanie Brown）は、以前スポイラーとして知られ、2006年に死を見せかけて2009年に復帰した。ロビンの役割を引き受けたようにバットガールの役割を引き受けた。ステファニーは2011年までこのポジションを維持し、“The New 52“では再びスポイラーとして“Batman“＃28に現れた。

### その他のバットガール
ヘレナ・バーティネリ
ヘレナ・バーティネリ（Helena Bertinelli）は、子供の頃にマフィアの殺し屋に家族を殺され、復讐のためにハントレスとなった。1999年の“Batman:No Man's Land“で短い間だけバットガールとなる。しかしマフィアの縄張り争いで死傷者を出し、バットマンのルールによって解雇され、ハントレスに戻っている。

## 書誌情報

### 翻訳版
- バットガール：バーンサイド (ISBN 978-4796876223)

小学館集英社プロダクション。2016年09月28日発売。

### 原語版

#### バーバラ・ゴードン
| タイトル                                | 刊行日     | ISBN           |
| --------------------------------------- | ---------- | -------------- |
| Batman Batgirl: Batgirl                 | 1997年7月  | 978-1563893056 |
| Batman: The Cat and the Bat             | 2009年12月 | 978-1401224967 |
| Batgirl: Year One                       | 2003年12月 | 978-1401200800 |
| Showcase Presents: Batgirl Vol.1        | 2007年7月  | 978-1401213671 |
| Batgirl: The Greatest Stories Ever Told | 2010年12月 | 978-1401229245 |
| Batgirl/Robin Year One                  | 2013年6月  | 978-1401240332 |
| New 52 (2012年-2014年)                  |            |                |
| Batgirl Vol.1: The Darkest Reflection   | 2012年7月  | 978-1401234751 |
| Batgirl Vol.2: Knightfall Descends      | 2013年10月 | 978-1401238179 |
| Batgirl Vol.3: Death of the Family      | 2013年10月 | 978-1401242596 |
| Batgirl Vol.4: Wanted                   | 2014年12月 | 978-1401250409 |
| Batgirl Vol.5: Deadline                 | 2014年12月 | 978-1401250416 |
| New 52 (2014年-2016年)                  |            |                |
| Batgirl Vol.1: The Batgirl of Burnside  | 2015年6月  | 978-1401253325 |
| Batgirl Vol.2: Family Business          | 2016年2月  | 978-1401259662 |
| Batgirl Vol.3: Mindfields               | 2016年8月  | 978-1401262693 |
| DC Rebirth (2016年-2018年)              |            |                |
| Batgirl Vol.1: Beyond Burnside          | 2017年3月  | 978-1401268404 |
| Batgirl Vol.2: Son of Penguin           | 2017年10月 | 978-1401274245 |
| Batgirl Vol.3: Summer of Lies           | 2018年4月  | 978-1401278908 |
| Batgirl Vol. 4: Strange Loop            | 2018年12月 | 978-1401284657 |

#### カサンドラ・カイン
| タイトル                        | 刊行日     | ISBN           |  |
| ------------------------------- | ---------- | -------------- |  |
| Batgirl: Silent Running         | 2001年3月  | 978-1840232660 |  |
| Batgirl: A Knight Alone         | 2001年11月 | 978-1563898525 |  |
| Batgirl: Death Wish             | 2003年8月  | 978-1840237078 |  |
| Batgirl: Fists of Fury          | 2004年5月  | 978-1401202057 |  |
| Robin/Batgirl: Fresh Blood      | 2005年10月 | 978-1401204334 |  |
| Batgirl: Kicking Assassins      | 2006年1月  | 978-1401204396 |  |
| Batgirl: Destruction's Daughter | 2006年9月  | 978-1401208967 |  |
| Batgirl: Redemption             | 2009年6月  | 978-1401222758 |  |
|                                 |            |                |  |
| Batgirl Vol.1: Silent Knight    | 2016年1月  | 978-1401266271 |  |
| Batgirl Vol.2: To the Death     | 2016年7月  | 978-1401263522 |  |
| Batgirl Vol.3: Point Blank      | 2017年1月  | 978-1401265854 |  |

#### ステファニー・ブラウン
| タイトル                       | 刊行日     | ISBN           |  |
| ------------------------------ | ---------- | -------------- |  |
| Batgirl: Batgirl Rising        | 2010年7月  | 978-1401227234 |  |
| Batgirl: The Flood             | 2011年5月  | 978-1401231422 |  |
| Batgirl: The Lesson            | 2011年11月 | 978-1401232702 |  |
|                                |            |                |  |
| Batgirl: Stephanie Brown Vol.1 | 2017年8月  | 978-1401269104 |  |
| Batgirl: Stephanie Brown Vol.2 | 2018年3月  | 978-1401277888 |  |

## スピンオフ
タイニー・タイタンズ
DCコミックスのサイドキック達が小学生となった日常を描いた作品。コミカルな絵柄と作風が特徴。ベティ、バーバラ、カサンドラ、ステファニーすべてのバットガールが登場する。
DCスーパーペッツ
バットガールがバットカウ (Bat-Cow) の飼い主となっている。
アメコミ・ガールズ
DCコミックスの女性キャラクターを日本のアニメ風にデザインしたシリーズ。
DCコミックス・ボムシェルズ
DCコミックスの女性キャラクターをピンナップガール調にアレンジしたシリーズ。
ゴッサムシティ・ガレージ
DCコミックスの女性キャラクターとオートバイを組み合わせたシリーズ。

## 映画
バットマン&ロビン Mr.フリーズの逆襲（1997年）
演 - アリシア・シルヴァーストーン、日本語吹替 - 岡本麻弥（ソフト版）/石塚理恵（テレビ朝日版）
本名バーバラ・ウィルソン（Barbara Wilson）。アルフレッド・ペニーワースの姪でロンドン在住の学生。重病を抱える叔父を見舞うため長期休暇を利用してゴッサムシティにやってくる。ブルースとディックがバットマンとロビンであることを知ると、このことを予期していたアルフレッドがあらかじめ用意していたコスチュームを身に付け、バットガールとしてバットマン達と共闘していく。コスチュームは黒一色にマント、ロビンと同じ目の周りだけを覆うマスクになっている。
レゴバットマン ザ・ムービー（2017年）
声 - ロザリオ・ドーソン、日本語吹替 - 沢城みゆき
バットガール (映画)（※公開中止）
演 - レスリー・グレイス
当初、2022年にHBO Maxで公開される予定だったが、同年8月5日になってDCコミックス、及びその親会社であるワーナーブラザーズの方針で急遽取り止めとなった。

## ドラマ
怪鳥人間バットマン (1966年-1968年)
演 - イヴォンヌ・クレイグ
本名バーバラ・ゴードン。ジェームズ・ゴードンの娘。1968年シーズン3、22話〜26話に連続して登場。
ゴッサム・シティ・エンジェル (2002年-2003年)
演 - ディナ・メイヤー
本名バーバラ・ゴードン（Barbara Gordon）。表向きはニュー・ゴッサム高校の教師。7年前にジョーカーの襲撃を受け下半身不随になり、以後車椅子生活を送っている。現在はオラクルを名乗り、コンピューターネットワークを駆使してスーパーヒーローのサポートを行っている。

## アニメ
まんがバットマン（1968年）
声 - ジョーン・ウェッブ、日本語吹替 - 川口由美子（東京12チャンネル版）
本名バーバラ・ゴードン。ゴッサム警察署の本部長であるジェームズ・ゴードンの娘。
バットマンTAS (1992年-1999年)
声 - メリッサ・ギルバート/タラ・ストロング/メアリー・ケイ・バーグマン、日本語吹替 - 林原めぐみ
このアニメでは単独で自警団として活動していたが、後にバットマンと行動する。
初期のコスチュームは灰色のボディスーツに、青味がかったマスクとマント、黄色いブーツ。設定画変更後のシリーズでは黒いスーツに黄色いブーツとかなりシックになった。
バットマン・ザ・フューチャー (1999年-2001年)
声 - ストッカード・チャニング、日本語吹替 - 定岡小百合
上記作の40年後を描いた本作では、父の後を継いで市警本部長となっている。夫は市会議員。
ゴッサム・ガールズ (2000年-2002年)
声 - タラ・ストロング
バットマン作品に登場する女性ヴィランを主役にしたフラッシュアニメ。
ザ・バットマン (2004年-2008年)
声 - ダニエル・ジュドヴィッツ(オラクル - ケリー・マーティン)、日本語吹替 - 山川琴美
後にポイズン・アイビーとなるパメラ・アイズリーと友人であり、お互い赤毛である事から「レッド」と呼び合っていた。
バットマン:ブレイブ&ボールド (2009年-2011年)
声 - メイ・ホイットマン、日本語吹替 - 山川琴美
バットマンのサイドキックとして登場。
ヤング・ジャスティス (2010年-現在)
声 - アリソン・ストーナー、日本語吹替 - 山川琴美
本名バーバラ・ゴードン。ゴッサム市警の本部長ジェームズ・ゴードンの娘。ロビン（現ナイトウイング）ことディッグ・グレイソンとはゴッサムアカデミーの同級生。シーズン2ではバットガールとしてヤングチームのメンバーとなっている。
Super Best Friends Forever (2012年)
声 - タラ・ストロング
カートゥーンネットワークで放映されていた『DC Nation Shorts』の短編アニメ。現在はYouTubeの公式チャンネルで全5話が無料視聴でき:る。スーパーガール・ワンダーガールとのエピソードが中心。
ビウェア・ザ・バットマン (2013年-2014年)
声 - タラ・ストロング
DCスーパーヒーロー・ガールズ (2015年-現在)
声 - メイ・ホイットマン/アシュリン・セリック、日本語吹替 - 中村千絵
公式サイト及びYouTubeチャンネルで配信しているウェブアニメ。主要キャラクターの1人として登場。
バットマン:キリングジョーク (2016年)
声 - タラ・ストロング

## ゲーム
インジャスティス:神々の激突 (2013年)
声 - キンバリー・ブルックス
対戦型格闘ゲーム。DLC追加プレイアブルキャラクターとして登場。
バットマン アーカム・アサイラム (2010年)
声 - キンバリー・ブルックス
バットマン アーカム・シティ (2011年)
声 - キンバリー・ブルックス
バットマン アーカム・ビギンズ (2013年)
バットマン アーカム・ナイト (2015年)
声 - アシュリー・グリーン、日本語吹替 - 有賀由樹子
アーカムシリーズではオラクル/バーバラ・ゴードンとして登場。『バットマン アーカム・ナイト』のDLC「家族の問題」(A Matter of Family)ではバットガールがプレイアブルキャラクターとして登場する。